# دفاع از دیوار بزرگ
دفاع از دیوار بزرگ (چینی ساده: 长城抗战; چینی سنتی: 長城抗戰; پین‌یین: Chángchéng Kàngzhàn) کارزاری است که از ۱ ژانویه تا ۳۱ مه سال ۱۹۳۳ میان جمهوری چین و امپراتوری ژاپن و پیش از آغاز جنگ دوم چین و ژاپن درگرفت.
در طول این عملیات ارتش ژاپن توانست با موفقیت استان رهه که در مغولستان داخلی قرار داشت را از چنگ جنگ‌سالار چینی ژانگ ژویلیانگ خارج نموده و آن را به دولت تازه تأسیس مانچوکوئو الحاق نماید. بدین ترتیب مرزهای جنوبی این کشور به دیوار بزرگ چین رسید.

## نبرد گذرگاه‌شان‌های
در منتهی‌الیه شرقی دیوار بزرگ چین و جایی که دیوار به اقیانوس می‌رسد استحکامات شان‌های قرار دارد. از هنگام شورش مشتزن‌ها در سال ۱۹۰۱ ارتش ژاپن یک پادگان کوچک ۲۰۰ نفره را در این محل ایجاد نموده بود. در شب اول ژانویه ۱۹۳۳ فرمانده ژاپنی پادگان با انفجار چند نارنجک و شلیک چند گلوله یک حادثه نمایشی را ایجاد کرد. ارتش کانتوگون از این بهانه استفاده نمود و از نیروهای وابسته به سپاه شمال شرقی چین خواست تا مواضع خود را ترک کنند و از این ناحیه عقب‌نشینی نمایند.
پس از آنکه چینی‌ها اولتیماتوم نیروهای ژاپنی را رد نمودند واحدهای لشکر ۸ ژاپن به همراه ۴ قطار زرهی و ۱۰ تانک به این گذرگاه حمله کردند. علاوه بر این ژاپنی‌ها از پشتیبانی هوایی نزدیک و حمایت توپ‌های ناوگان دوم ژاپن در ساحل بهره‌مند بودند. در روز ۳ ژانویه نیروهای چینی که نیمی از توان خود را از دست داده و ناتوان از دفاع بودند میدان نبرد را ترک کرده و عقب‌نشینی نمودند.

## نبرد رهه
بنگرید به: نبرد رهه

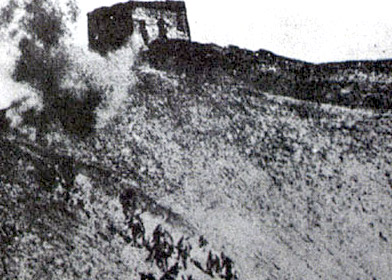
سربازان ژاپنی در حال حمله به استحکامات چینی‌ها در دیوار بزرگ

استان رهه در شمال دیوار بزرگ هدف بعدی ژاپنی‌ها بود. ارتش ژاپن امیدوار بود با تطمیع ژنرال تانگ یولین و اعلام آنکه این ناحیه به صورت تاریخی جزوی از منچوری است بتواند این بخش را اشغال نماید اما پس از عدم موفقیت در این برنامه گزینه نظامی را مد نظر خود قرار داد. رئیس ستاد ارتش ژاپن از امپراتور هیروهیتو درخواست داشت تا فرمان عملیات استراتژیک علیه قوای چینی در استان رهه را صادر نماید. امپراتور به امید آنکه این عملیات به مسئله منچوری خاتمه بدهد با ان موافقت کرد اما با صراحت اعلام نمود که نیروهای ژاپنی حق عملیات فراتر از دیوار بزرگ را ندارند. در ۲۳ فوریه سال ۱۹۳۳ عملیات آغاز شد و دو روز بعد در ۲۵ فوریه چاویانگ و شهرستان کایلو به دست نیروهای ژاپنی افتاد. در ۲ مارس و پس از روزها مقاومت، نیروهای چینی تحت فرمان سان دیانیینگ بالاخره ژاپنی‌ها توانستند چیفنگ را اشغال نمایند و در روز بعد در ۴ مارس وارد چنگده مرکز استان رهه شدند.
در ۹ مارس چیانگ کای‌شک نیروهای خود را برای کمک راهی نمود اما این کمک‌های ناکافی بسیار دیر به جبهه‌ها رسیدند. در ۱۱ مارس ژاپنی‌ها به دیوار بزرگ رسیده و فردای آن روز با استعفای ژانگ ژویلیانگ از فرماندهی سپاه شمال شرقی وظیفه دفاع از دیوار بزرگ به هی یینگچین سپرده گشت. در نهایت و با وجود مقاومت جانانه نیروهای چینی در ۲۰ مه آن‌ها مجبور به عقب‌نشینی از دیوار بزرگ گشتند.
در مقایسه با هماوردان ژاپنی‌شان که به خوبی مسلح بودند نیروهای چینی عمدتاً با تفنگ‌های قدیمی، شمشیر، نارنجک‌های دست‌ساز و بدون دسترسی چندان به توپخانه و مسلسل به نبرد می‌پرداختند. با وجود تمام این ضعف‌ها اما سربازان ارتش انقلابی ملی در بعضی از مناطق توانستند حملات مرگبار واحدهای بی خوبی تسلیح شده ژاپنی را ۳ تا ۴ روز تاب بیاورند و پیروزی‌های کوچکی را کسب نمایند.

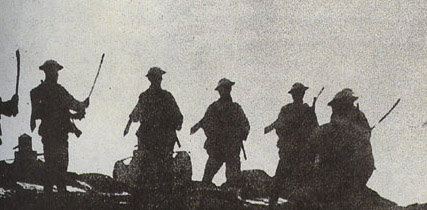
سربازان چینی مسلح به شمشیر

## نتایج
در ۲۲ مه ۱۹۳۳ نمایندگان دو طرف در تیانجین به مذاکره نشستند تا شرایط پایان مخاصمات را برررسی کنند. در نتیجه این مذاکرات و انعقاد آتش‌بس تانگو یک منطقه غیرنظامی به عمق صد کیلومتر در جنوب دیوار بزرگ ایجاد می‌گشت که نیروهای چینی از ورود به آن منع شده بودند و ژاپنی‌ها حق داشتند با پروازهای شناسایی و ارسال واحدهای زمینی پایبندی چینی‌ها به این مسئله را بررسی کنند که این مسئله امنیت چین داخلی را به شدت با خطر مواجه می‌نمود. علاوه بر این و با انعقاد این آتش‌بس دولت چین به صورت دوفاکتو ایجاد کشور مانچوکوئو و از دست رفتن استان رهه را پذیرفت.